# Idiops neglectus
Idiops neglectus là một loài nhện trong họ Idiopidae.
Loài này thuộc chi Idiops. Idiops neglectus được Ludwig Carl Christian Koch miêu tả năm 1875.